# Daripura, Mysore
Daripura là một làng thuộc tehsil Mysore, huyện Mysore, bang Karnataka, Ấn Độ.